# 上海妹

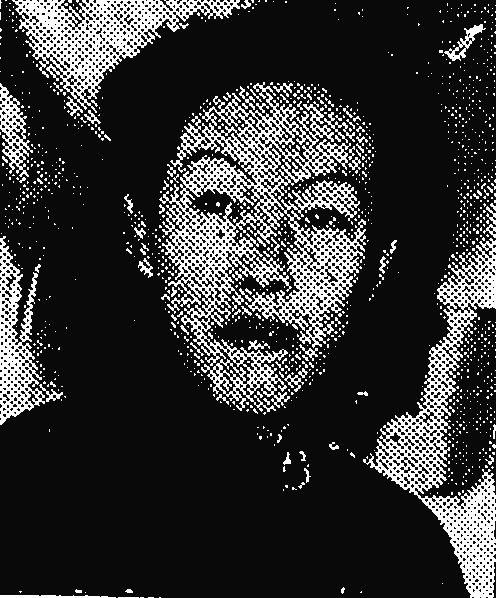
粵劇艷旦、香港電影明星：上海妹小姐的遺照（1954年）

上海妹（1909年—1954年9月16日），原名顏思莊，廣東省中山縣人，出生於新加坡，是一名粵劇演員。上海妹的父親是名伶太子友，其夫是丑生半日安，而其兄是班政家顏蝦。上海妹擅演溫柔賢淑的悲劇人物，演出細膩，咬字清晰，自創的反線中板，婉轉幽怨，稱為「妹腔」。

## 演出經歷
上海妹生於梨園世家，幼從父學，曾受學於男花旦余秋耀及女花旦醒醒群，6歲踏臺板，自小在星馬南洋各地走埠演出。
1931年受聘馬師曾到美國登台，期間結識馬師曾的徒弟半日安，日後結為夫婦。1930年代初香港粵劇男女同班解禁，上海妹與譚蘭卿投身馬師曾組織的太平劇團，演出《龍城飛將》、《國色天香》等劇目。後獲唐雪卿賞識，招攬上海妹及半日安一同加盟覺先聲劇團，與薛覺先合作演出，更成為劇團唯一正印花旦，演出劇目包括《胡不歸》、《玉梨魂》、《嫣然一笑》、《前程萬里》、《王昭君》、《藍袍惹桂香》、《西施》、《含笑飲砒霜》等。上海妹、薛覺先及半日安合演的《胡不歸》大受歡迎，被觀眾稱為「原裝胡不歸」。
1941年聖誕節香港淪陷，翌年，上海妹與半日安夫婦演罷明治劇團班期後，離開香港到當時中立的澳門，先後組織或加入國華、國壽年、新馬及好景等劇團演出。不久夫婦兩人離開澳門返回內地，與覺先聲第二小生呂玉郎、呂雁聲成立大中華劇團，以演薛派劇目為主。
和平後，夫婦兩人回港，參加新聲、覺先聲、覺華、錦添花、麗春花等劇團演出，她的最後粵劇舞台演出為1953年10月為麗春花演出《七星伴月》（紅樓夢），自始一病不起至病逝。

## 香港電影明星
上海妹自銀幕處女作《沙三少》（1935年）至她的電影遺作《女兒香》（1951年），演出13齣電影，全部均為黑白粵語電影。
- 1935年9月：《沙三少》，飾演銀姐；
- 1937年5月：《神秘之夜》；
- 1937年11月：《七十二行》；
- 1939年1月：《第八天堂》；
- 1939年6月：《半面西施》；
- 1939年11月：《醫死閻羅王》；
- 1941年3月：《左慈戲曹操》，飾演崔鳳嬋；
- 1941年7月：《冰山火線》，飾演夏家璧；
- 1948年7月：《好女兩頭瞞》；
- 1948年10月：《雙人頭賣武》；
- 1949年12月：《大鬧粉粧樓》，反串飾演龍標；
- 1951年3月：《銀海春光》，飾演粵劇紅伶，此片紀念《伶星日報》創刊19週年攝製，邀得30多位影星及導演客串演出。
- 1951年10月：《女兒香》，飾演粵劇紅伶。

## 上海妹的演出特點
譚伯葉先生對上海妹的演出評語：
- 上海妹擅演悲劇、賢妻良母型的文場戲。
- 唱法，字露、腔好；然而聲、氣都不足，但她能巧妙掩蓋，善於藏拙。
- 做手「乾淨俐落」，臺步更是一絕。
- 上海妹的劇路與另一名伶千里駒類似。

## 肺病逝世
1954年9月16日（星期四）下午4時50分在九龍尖沙嘴柯士甸道108號四樓的住所，因肺病逝世，享年45歲，彌留時丈夫半日安尚在越南登臺表演，遺下當時19歲的長女李若玲及6歲的幼子李舜華。1954年9月18日（星期六）下午2時在萬國殯儀館出殯，依她的遺言在鑽石山舉行火葬。

## 主要參演劇團
- 金釵鐸全女班
- 太平劇團
- 新大陸劇團
- 覺先聲劇團
- 新聲劇團
- 覺華劇團
- 錦添花劇團
- ⼤前程劇團
- 麗春花劇團